# Gustavo Bolívar
Gustavo Adolfo Bolívar Zapata (ur. 16 kwietnia 1985 w Apartadó) – piłkarz kolumbijski grający na pozycji defensywnego pomocnika w CA Independiente.

## Kariera klubowa
Gustavo Bolívar jest wychowankiem klubu Envigado FC. W 2004 zadebiutował w jego barwach w lidze kolumbijskiej. Dobry sezon 2006 zaowocował transferem do klubu Deportes Tolima.
| Sezon | Klub            | Kraj     | Rozgrywki           | Mecze | Bramki |
| ----- | --------------- | -------- | ------------------- | ----- | ------ |
| 2004  | Envigado FC     | Kolumbia | Categoría Primera A | 3     | 0      |
| 2005  | Envigado FC     | Kolumbia | Categoría Primera A | 1     | 0      |
| 2006  | Envigado FC     | Kolumbia | Categoría Primera A | 33    | 3      |
| 2007  | Deportes Tolima | Kolumbia | Categoría Primera A | 29    | 2      |
| 2008  | Deportes Tolima | Kolumbia | Categoría Primera A | 29    | 0      |
| 2009  | Deportes Tolima | Kolumbia | Categoría Primera A | 33    | 2      |
| 2010  | Deportes Tolima | Kolumbia | Categoría Primera A | 22    | 1      |
| 2011  | Deportes Tolima | Kolumbia | Categoría Primera A | 19    | 1      |

## Kariera reprezentacyjna
W reprezentacji Kolumbii Bolívar zadebiutował 25 czerwca 2011 w wygranym 2-0 towarzyskim meczu z Senegalem. W tym samym roku został powołany do reprezentacji na turniej Copa América.